# Брещя
Брещя (Брешкя, Бреще, Брещье, на румънски: Breştea, на банатски български: Brešća, Брешкя) е село в Окръг Тимиш, Румъния, община Дента. Разположено е в южната част на окръг Тимиш, недалеч от границата със Сърбия.

## История
Селото е основано през 1842 година от около 110 семейства банатски българи, преселили се от Стар Бешенов.
През 80-те години на 19 век една част от жителите на Брещя се завръщат в България и заедно с други банатски българи се заселват в село Бърдарски геран.
През 1869 година в селото живеят 1191 българи, а през 1880 – 1087. През следващите години населението на Брещя се разпределя по следния начин:
| година | общо | българи | унгарци | румънци | немци | сърби | цигани | други |
| 1890   | 1177 | 1087    | 20      | 27      | 29    | 14    | -      | -     |
| 1910   | 1002 | 889     | 53      | 20      | 26    | 14    | -      | -     |
| 1930   | 863  | 804     | 17      | 6       | 15    | 9     | 2      | 10    |
| 1956   | 847  | 815     | 7       | 25      | -     | -     | -      | -     |

Общият брой на жителите на селото през 1941 година е 914 души. Данните от преброяванията сочат, че Брещя е селището в Банат с най-висок процент българско население. През 1930 година 93,2% от жителите на Брещя са българи, а през 1956 – 96,2%.

## Личности
Родени в Брещя
- Антон Чокан (1911-1990), просветен деец на банатските българи, поет